# Coscinida
Coscinida es un género de arañas de la familia Theridiidae, orden Araneae. Fue descrito por el francés Eugène Simon en 1895.

## Especies
- Coscinida asiatica Zhu & Zhang, 1992
- Coscinida conica Yang, Irfan & Peng, 2019
- Coscinida coreana Paik, 1995
- Coscinida decemguttata Miller, 1970
- Coscinida gentilis Simon, 1895
- Coscinida hunanensis Yin, Peng & Bao, 2006
- Coscinida japonica Yoshida, 1994
- Coscinida leviorum Locket, 1968
- Coscinida lugubris (Tullgren, 1910)
- Coscinida novemnotata Simon, 1895
- Coscinida proboscidea Simon, 1899
- Coscinida propinqua Miller, 1970
- Coscinida shimenensis Yin, Peng & Bao, 2006
- Coscinida tibialis Simon, 1895
- Coscinida triangulifera Simon, 1904
- Coscinida ulleungensis Paik, 1995
- Coscinida yei Yin & Bao, 2012